# Неоромантизм
Неороманти́зм — течение в искусстве (прежде всего, в литературе) рубежа XIX—XX веков, возникшее как реакция на реалистические и натуралистические тенденции второй половины XIX века. В общем смысле слова может быть определён как возрождение литературных настроений первой половины XIX века в Европе (романтизм). Может пониматься как ранняя фаза или одно из течений модернизма.
Мир неоромантической литературы полон неожиданностей, приключений и опасностей, но действуют в нём самые обычные люди. Героизм поступков — это стремление прожить жизнь ярко, не теряя уважения к самому себе («Остров сокровищ» Р. Л. Стивенсона, «Капитан Сорви-голова» Л. Буссенара).
Неоромантизм оказался очень плодотворным литературным направлением. В XX веке продолжают создаваться неоромантические произведения («Одиссея капитана Блада» Р. Сабатини и «Наследник из Калькутты» Р. Штильмарка).
На формирование неоромантизма оказала значительное влияние философия Ницше и Шопенгауэра, поэтому в центре неоромантического произведения часто стоит личность особой силы, в которой авторы подчёркивали одну яркую черту характера (например, Данко и Ларра из рассказа Максима Горького «Старуха Изергиль», капитан Немо из романов Жюля Верна, Мартин Иден из одноимённого романа Джека Лондона).
Среди ярких представителей неоромантизма — такие писатели, как Джозеф Конрад, Этель Лилиан Войнич, Джек Лондон, Генри Райдер Хаггард, Майн Рид, Рафаэль Сабатини, Жюль Верн, Артур Конан Дойль, Генрик Ибсен, Сельма Лагерлеф, Кнут Гамсун, Редьярд Киплинг, Эйно Лейно, Эдмон Ростан, Роберт Стивенсон, Герман Гессе, Саломея Нерис; в России — ранний Максим Горький, Александр Куприн, Николай Гумилёв, Александр Грин, Владимир Набоков.
К неоромантикам относят также некоторых значительных музыкантов XX в., например, С. В. Рахманинова, Н. К. Метнера, Воана-Уильямса и др.; неоромантическими считаются некоторые сочинения П. Хиндемита; начиная с последней трети XX в. неоромантиками называли В. Рима, Дж. Адамса.
Словом «неоромантизм» характеризуют также творчество некоторых художников, например, Бёклина.